# Mount Olive (Mississippi)
Pour les articles homonymes, voir Mount Olive (homonymie).
Mount Olive est une ville américaine située dans le comté de Covington, dans le Mississippi. Selon le recensement de 2020, sa population est de 895 habitants.